# Alcanada

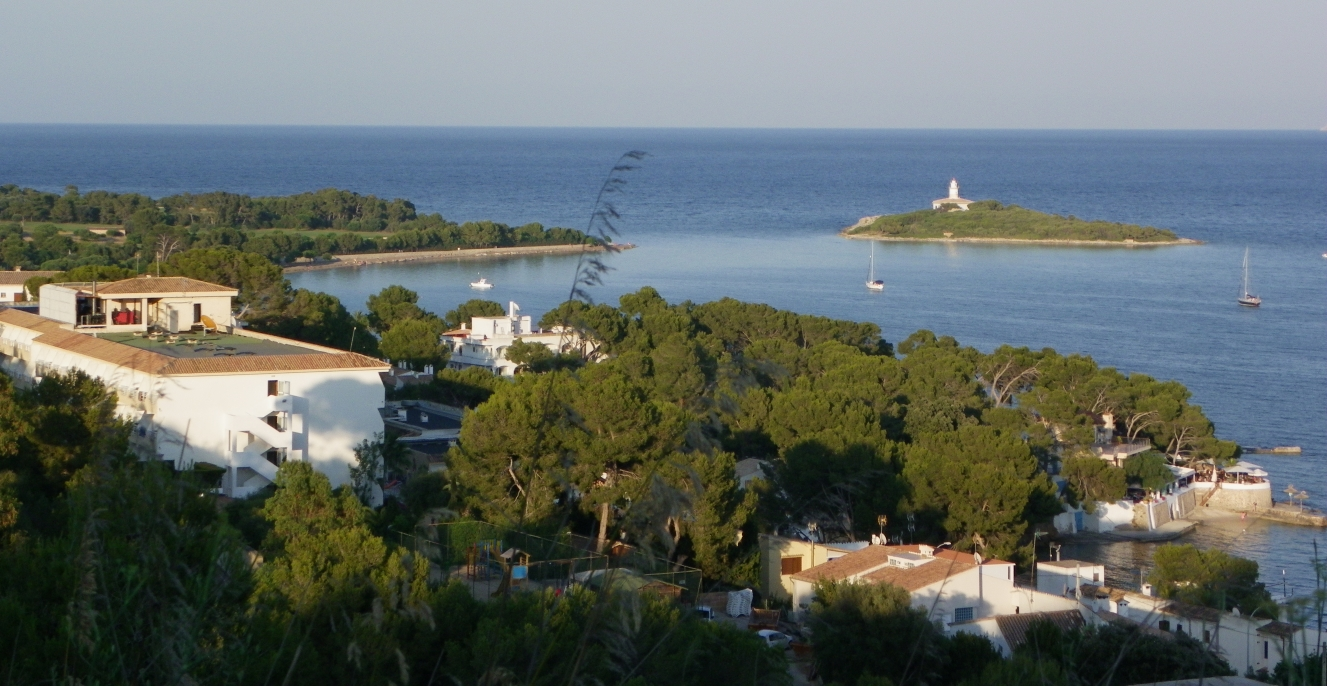
Vista general de Alcanada.

El topónimo de Alcanada, pronunciado 'Aucanada' en mallorquín, procedería de una antigua alquería musulmana del municipio de Alcudia (Mallorca, Islas Baleares, España), denominada Albecanata (Al-kaddan), que aparece en el Llibre del Repartiment de Mallorca (1232). En la actualidad, Alcanada da nombre a una zona residencial de veraneo, a una cala de piedra, a un campo de golf y a un islote con un faro.

## Historia

### La alquería de Alcanada

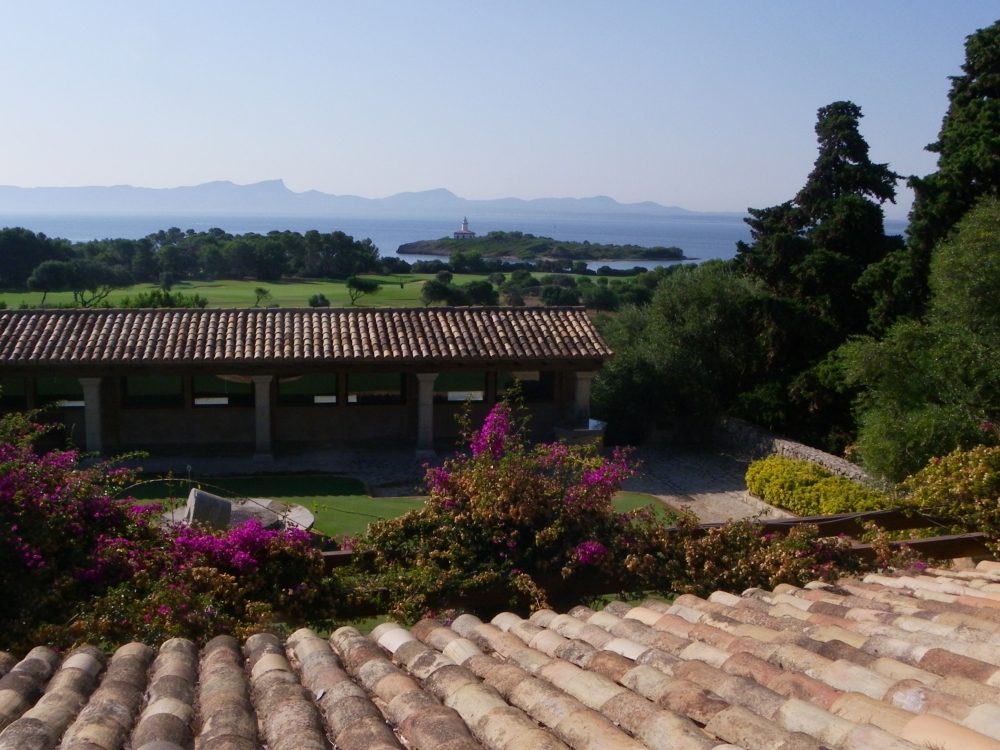
Casas de Alcanada.

Parece que, en los primeros siglos de nuestra era, habría existido un pequeño núcleo de población romana en el paraje de Alcanada, ligado a la ciudad romana de Pollentia. Más adelante, en tiempos de la Mallorca musulmana (siglos X-XIII), se fundó la alquería de Alcanada.
Después de la conquista de las Baleares por la Corona de Aragón, la alquería quedó en manos del señor Pere Ferrandiz y, desde el siglo XIV, las tierras y el islote de Alcanada pasaron a ser de uso comunal.

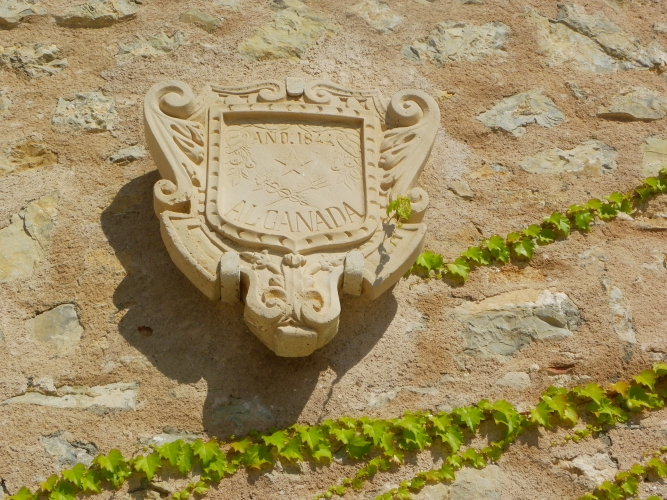
Escudo del predio de Alcanada.

Martí Torrens, Guillem Torrens o Antoni Fe, fueron algunos de los propietarios de las viejas casas de Alcanada. Se trataba de edificaciones sencillas de dos plantas, que combinaban su finalidad agrícola-ganadera con la de alojamiento de los trabajadores del predio. Un documento del Archivo Municipal de Alcudia revela que en 1857 la casa estaba habitada por un matrimonio con sus tres hijos, además de cuatro pastores y un criado. En el Amillaramiento de 1862, la finca Alcanada aparece como un predio de 150 cuarteradas con cultivo de almendro, algarrobo, viña, cereales, olivar, higuera, además de pinar y monte bajo; figurando como propietario “D. Antonio Morey de Palma”.
Conservamos de aquella época la descripción que el Archiduque Luis Salvador le dedica en su obra Die Balearen:
“Desde el Puerto de Alcúdia asciende un camino, al principio próximo a la costa, en dirección a la rada de Alcanada o Eucanada y a la casa de igual nombre con su acuífera sima (Avenc) de la que una bomba extrae el agua que surte diversos abrevaderos. Queda a sus pies un extenso viñedo y a sus lados bancales con algarrobos e higueras; de la garriga próxima se han adueñado en cambio los acebuches. La casa es sencilla, con torre y terraza empedrada con una estrella en el centro. Una cisterna muestra la inscripción: “Alcanada 1844”.                                                              
Hoy en día, la casa principal y las dependencias anexas han sido restauradas, y adaptadas a su condición actual de club de golf y restaurante, aunque algunos espacios se mantienen tal como fueron concebidos.

### Sa Bassa Blanca
Limita con la posesión de Alcanada, la finca Sa Bassa Blanca, situada junto al torrente del mismo nombre y sede de la Fundación Yannick y Ben Jakober. La casa principal, de estilo hispano-morisco, es obra del arquitecto egipcio Hassan Fathy, quien se inspiró para su construcción en un ribat o fortaleza-posada musulmana, aunque conservó los gruesos muros del antiguo caserón agrícola.  El acceso a este recinto se hace a través del camino de montaña, que comienza en el barrio del Mal Pas.  Sa Bassa Blanca no tiene acceso por la costa. 
La Fundación alberga colecciones artísticas bien heterogéneas, abiertas al público. En las salas de exposición del edificio principal, pueden contemplarse piezas que se enmarcan en las corrientes artísticas de la segunda mitad del siglo XX. En el antaño aljibe, se aloja una colección permanente que cuenta con más de 150 retratos de infantes de la realeza y la nobleza europea, realizados entre los siglos XVI y XIX. 

### Torre Major

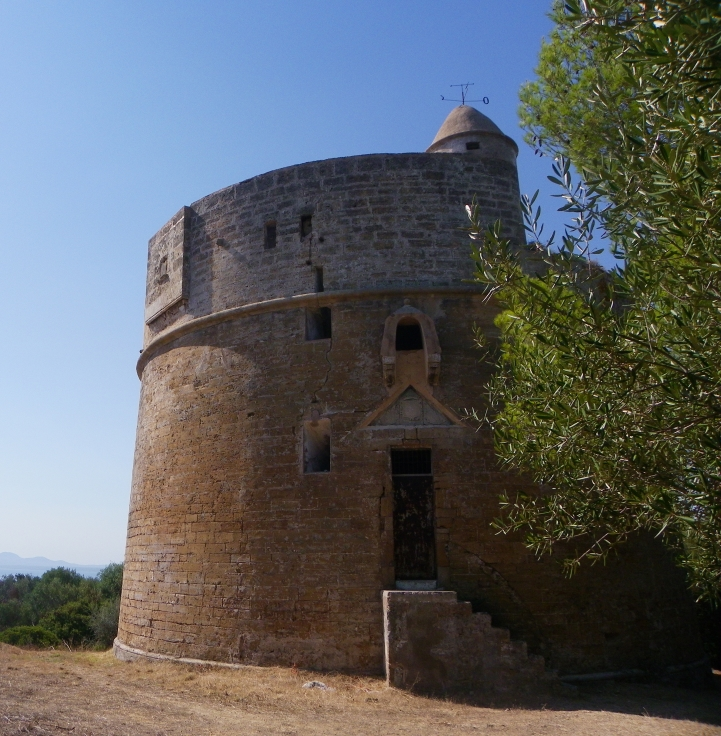
Torre Major.

La Torre Mayor de Alcanada fue levantada para vigilar y defender la costa de este extremo de la bahía de Alcudia y las poblaciones cercanas. 
Desde el siglo XVI, las Baleares se vieron sometidas a ataques de corsarios berberiscos, que saqueaban poblaciones y casas, y capturaban a sus habitantes para solicitar un rescate. Para defenderse de los ataques piratas, el matemático y clérigo Joan Binimelis (1538-1616) ideó un sistema de torres de vigía a lo largo de la costa de las Baleares que, a través de un código de señales, alertaba de la presencia de embarcaciones corsarias. En las terrazas de las torres y atalayas, los guardias encendían fuegos y, mediante señales de humo durante el día o alimentando los fuegos por la noche, o incluso con disparos de cañón, daban aviso a los vecinos para que prepararan la defensa.
Desde la Torre Mayor hasta el reducto defensivo de la Penya Roja se extienden casi nueve kilómetros de costa escarpada y solitaria, que hubo que vigilar y defender durante siglos. Las crónicas recuerdan el ataque del Cap des Pinar, en 1551, en el que se tomaron 25 rehenes mallorquines y cuyo rescate, que ascendió a dos mil escudos, fue adelantado por la Universidad de Alcudia.

### El islote y el faro de Alcanada
A mediados del siglo XIX, se construyó el faro de Alcanada en el islote del mismo nombre, junto a la playa de Alcanada. Por espacio de cien años los torreros, y a veces también sus familias, habitaron en la isla. Dos veces a la semana, una barca les traía las provisiones desde el Puerto de Alcudia pero, si el mal tiempo impedía el acceso por mar, quedaban aislados sin los víveres necesarios. 
Durante la guerra civil (1936-1939), la población del islote se incrementó con los soldados encargados de la vigilancia y defensa de la costa, desde los tres nidos de ametralladora que se construyeron en el islote. Desde 1960, el sistema de luz del faro de Alcanada se automatizó y el faro quedó deshabitado.

## La intervención arquitectónica de Nicolau Mª Rubió i Tudurí

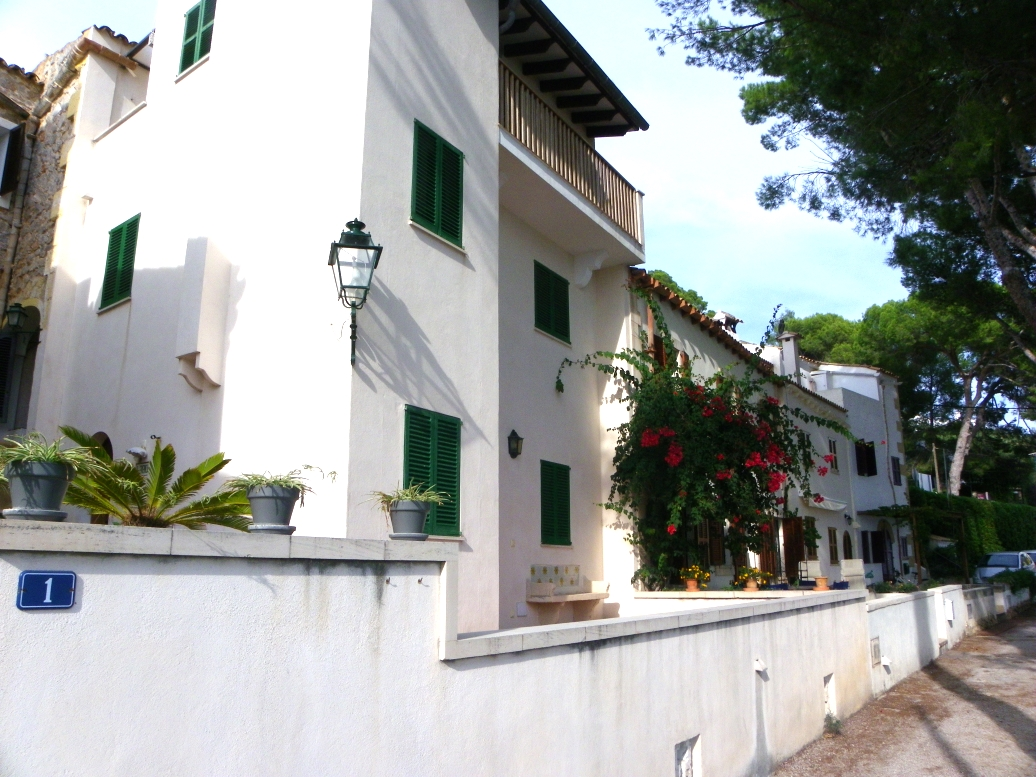
Casas de Rubió i Tudurí.

En 1933, el arquitecto de origen menorquín, Nicolau Maria Rubió i Tudurí, proyectó una colonia de veraneo en Alcanada, en la Cala Poncet. Esta cala debe su nombre a un antiguo predio de las proximidades, Son Ponç (o Can Poncet), que se dedicaba al cultivo de cereales y estaba rodeado de pinar y garriga. En 1635 pertenecía a Joan Pons, alias Poncet.
A Rubió i Tudurí le gustaba la idea de las Ciudades jardín y las colonias de veraneo inspiradas en la arquitectura popular, que propugnaban las nuevas tendencias arquitectónicas del primer tercio del siglo XX. Así, en su proyecto de urbanización para Alcanada, buscó emular una aldea de pescadores, con sus tradicionales casetas, sus callejones y sus pasajes, incluso su casco antiguo y su ensanche. Participaba como promotora en las obras de urbanización, la familia Sampol Antich, propietaria de la finca Alcanada.
El primer propietario de la urbanización fue el creador de rosas Pedro Dot Martínez, quien dedicó al que fuera su lugar de veraneo, la variedad Rosa 'Perla de Alcanada', una precursora de las rosas miniatura.
La guerra civil española interrumpió los trabajos de la urbanización y dejó el proyecto inconcluso y en estado de semiabandono durante una década. La urbanización volvió a revivir en los años cincuenta, aunque para entonces, las normativas urbanísticas permitieron edificaciones que la alejaban del plan inicial de Nicolau Maria Rubió i Tudurí, quedando el proyecto desvirtuado, a excepción del núcleo original, en la Cala Poncet.

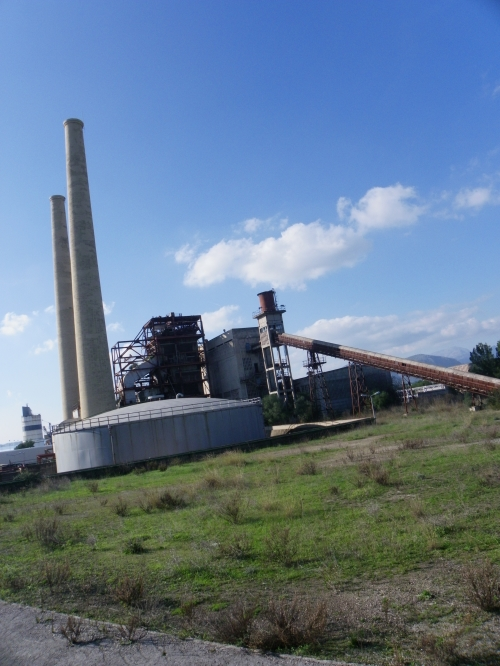
Central Eléctrica de GESA.

En la década de los años 1950 se construyó junto a la Torre Mayor de Alcanada la central termoeléctrica de Alcanada, de la compañía GESA, Gas y Electricidad Sociedad Anónima, que estuvo activa, entre 1958 y principios de la década de los 80. A su alrededor, el arquitecto Josep Ferragut proyectó una colonia de casas para los trabajadores de la Central.